# Национальная объединённая партия (Вануату)
Национальная объединённая партия (англ. National United Party, фр. Parti national uni) — политическая партия Вануату. На парламентских выборах 6 июля 2004 года получила 10 мест из 52. Это социал-демократическая партия, которая пользуется наибольшей поддержкой у англоговорящих избирателей.
В 1991 году Уолтер Лини, который был премьер-министром Вануату в течение 12 лет как член партии Вануаку и потерял свою позицию после раскола в партии, присоединился к Национальной объединённой партии и вскоре стал её лидером. После смерти Лини в 1999 году его брат Гам Лини стал лидером партии. Партия стала одной из крупнейших политических партий в Вануату наряду с партией Вануаку и Союзом умеренных партий, и участвовала в коалициях с обоими в разное время. В декабре 2004 года Гам Лини стал премьер-министром; он первый член НОП, который получил эту должность, будучи членом Национальной объединённой партии.